# Sigurd Pettersen
Sigurd Pettersen (Konnsberg, 1980. február 28. –) norvég síugró. Legnagyobb sikere, hogy 2003-ban megnyerte a négysáncversenyt. Ezenkívül szerzett két bronzérmet (2003, 2005) a világbajnokságon, a csapatversenyben, nagysáncon. 2004-ben a sírepülő-világbajnokságon első lett a csapattal. Legjobb egyéni eredménye a világbajnokságokon egy 10. hely 2005-ben.
A téli olimpiákon elért legjobb eredménye egy egyéni 24. hely 2006-ból, Torinóból. Csak a nagysáncon indult.
A Síugró Világkupában 2004-ben negyedik lett, 787 ponttal. Szinte végig dobogós volt, csak az utolsó verseny előtt előzte meg Romoeren. Pettersen az utolsó versenyen továbbjutott – harmincadikként – a másodikba, de sérülése miatt fel kellett adja. A második kört le is fújták, úgyhogy legalább 50 ponttal lemaradt a 3. helyről. Nyolcszor győzött egyéni versenyen, 2002 és 2004 között.
A Grand Prix-szezonokban is indult: 2004 őszén 27. egy évvel később 37., idén ősszel 38. lett. A 2006. október 8-i norvég bajnokságon, Trondheimben csak 10. lett.
Pettersen csapata a Rollag on Veggli norvég együttes.

## Világkupa
| Szezonok | Helyezés | Pontszám |
| -------- | -------- | -------- |
| 2002-03  | 10.      | 747      |
| 2003-04  | 4.       | 787      |
| 2004-05  | 20.      | 314      |
| 2005-06  | 35.      | 118      |